# Roberto Bonchio
Roberto Bonchio (Napoli, 23 agosto 1923 – Città della Pieve, 14 aprile 2010) è stato un editore e scrittore italiano.

## Biografia
Ha partecipato alla Resistenza militando nelle file dei comunisti cattolici, formazione politica poi confluita nel Partito comunista italiano
Divenuto funzionario di tale partito e direttore delle Edizioni di Cultura Sociale,  fondò nel 1953 gli Editori riuniti, unendo la sua casa editrice alle Edizioni Rinascita di Valentino Gerratana. Lasciata dopo più di quaranta anni nel 1995 la direzione degli Editori riuniti, ha proseguito nell'attività di consulente editoriale per varie case editrici. Bonchio fu anche curatore di numerose opere tra cui si ricordano la Storia delle rivoluzioni del XX secolo di Eric Hobsbawm e le Osservazioni sulla tortura di Pietro Verri.